# Primera División (AAAF)
La Primera División è stata una competizione calcistica disputata in Argentina dal 1927 al 1930. Il torneo venne creato dalla Asociación Amateurs Argentina de Football, federazione calcistica prodotto dell'unione tra la Asociación Argentina de Football, l'associazione principale, e la Asociación Amateurs de Football, federazione dissidente fondata nel 1919. In seguito a vari dissidi tra opposte fazioni interne alla AAAF, che sostenenvano opinioni discordanti riguardo al passaggio nel professionismo e alle modalità di trasferimento dei giocatori, nel 1930 la AAAF cessò d'esistere, e con lei la Primera División che organizzava.

## Storia
Nonostante la fusione tra le due federazioni, la Primera División 1927 non ebbe problemi in fase d'organizzazione. Tramite assemblea ordinaria, il 24 febbraio furono decisi i 34 partecipanti alla prima edizione del campionato, che rappresentarono entrambe le federazioni preesistenti. L'edizione inaugurale vide la vittoria del San Lorenzo, che per un punto superò il Boca Juniors. La seconda edizione, disputata nel 1928, vide invece la vittoria dell'Huracán, con il Boca Juniors ancora una volta secondo, un punto dietro al vincitore. A causa del Concurso Estímulo 1929, la Primera División della AAAF non si tenne quell'anno; tornò a essere disputata nel 1930. Il torneo del 1930 presentò difficoltà dal punto di vista economico, tanto che alla fine dell'anno la AAAF registrò un bilancio in negativo. La Primera División 1930 terminò con la vittoria del Boca Juniors, che superò l'Estudiantes per cinque lunghezze.

## Albo d'oro
| Anno | Vincitore    | 2º class.    | 3º class.   |
| ---- | ------------ | ------------ | ----------- |
| 1927 | San Lorenzo  | Boca Juniors | Lanús       |
| 1928 | Huracán      | Boca Juniors | Estudiantes |
| 1930 | Boca Juniors | Estudiantes  | River Plate |